# Josef Kavka (1922)
Josef Kavka (25. dubna 1922 Hořovice – 14. června 2019 Praha) byl český geolog a petrolog, autor učebnice o geologii, také dlouholetý redaktor esperantských časopisů Scienca Revuo a Geologio Internacia.

## Život
Studoval na pedagogické a geologicko-geografické fakultě Karlovy univerzity, jako petrolog vyučoval na hornických středních školách v Duchcově, Praze a Kladně (později SPŠ a VOŠ Kladno), později jako vedoucí geologického výzkumu státního podniku Geoindustria. Kandidátem věd se stal na Vysoké škole chemicko-technologické.
Esperanto se naučil od svého otce, který byl ředitelem školy, ale intenzivně se začal esperantem zabývat až v roce 1948, když v Duchcově založil kroužek esperanta mezi žáky.
V roce 1961 se stal zástupcem Mezinárodního vědeckého esperantského svazu (ISAE) v Československu, mezi léty 1978–1987 redigoval časopis Scienca Revuo, orgán ISAE. V roce 1965 založil geologickou sekci a v letech 1967–2001 redigoval 9 jejich almanachů pod názvem Geologio Internacia.

## Sbírka hornin
Ze svých cest po světě shromáždil sbírku hornin a minerálů, která byla v několika vitrínách uložena v geologické laboratoři SPŠ a VOŠ Kladno a později (po zrušení oboru "Užitá geologie") byla zapůjčena do Hornického skanzenu Mayrau. Byl také vynikajícím mykologem a botanikem.

## Dílo
- Geologie a nauka o ložiskách (středoškolská učebnice geologie, 1955)
- Poŝatlaso de la mondo (Kartografie Praha 1971, kapesní atlas světa v esperantské verzi, Josef Kavka přeložil názvy na mapách, texty přeložil Tomáš Pumpr)

Dále zpracoval kolem 300 článků, z toho polovinu v češtině o geologických výzkumech v Československu (jsou v Archívu Geofondu), druhá polovina je v esperantu v různých esperantských časopisech (hlavně Scienca Revuo, Geologio Internacia, Kemio Internacia, Starto).